# عدسک آبی پرریشه
عدسک آبی پرریشه (انگلیسی: Spirodela polyrhiza) یکی از گونه‌های عدسک‌آبیان است.
عدسک آبی پرریشه تقریباً در بسیاری از انواع زیستگاه آب شیرین در سراسر جهان یافت می‌شود. این گیاه آبزی چند ساله است که معمولاً در کلنی‌های متراکم رشد می‌کند و یک تشک روی سطح آب تشکیل می‌دهد. هر گیاه به شکل یک قرص صاف، گرد، مسطح به عرض ۰٫۵ تا ۱٫۰ سانتی‌متر است. چندین ریشه ریز ایجاد می‌کند. همچنین یک کیسه حاوی گل‌های نر و ماده تولید می‌کند. قسمت بالا در پاییز می‌میرد و گیاه غالباً به عنوان یک شاخساره ریشه‌دار (توریون) زمستان‌گذرانی می‌کند.